# 韩显宗
韓顯宗（466年—499年4月26日），字茂亲，昌黎棘城（今辽宁义县）人，北魏孝文帝的著作郎，韩麒麟次子，韩兴宗之弟。

## 家世
慕容燕国左光禄大夫、仪同三司、云南庄公的玄孙。祖父韩瑚，任秀容、平原二郡太守。父亲韩麒麟，北魏使持节、散骑常侍、安东将军、齐冀二州刺史、燕郡康公。

## 生平
韩显宗北魏孝文帝太和初年，举秀才，对策甲科，除著作佐郎。他性格刚直，经常上书劝谏孝文帝。他与三齐闻名的和尚沙抚比试记忆力，抄百余人名，各读一遍，随即口诵，沙抚念错一二处，而韩显宗全部答对，法抚叹服道：“贫道生平以来，唯服郎耳。”
孝文帝南征时，韩显宗兼中书侍郎。后为本州中正。太和二十一年，北魏南伐梁朝，显宗为右军府长史、征虏将军、统军。在赭阳，击败梁朝援军，斩杀其军主高法援。率军至新野与孝文帝会合，魏军攻占新野后，韩显宗被任命为镇南将军、广阳王元嘉的谘议参军。后上表争功，被孝文帝免官，只以白衣守谘议参军之职，观其后效。
太和二十三年四月一日（499年4月26日）卒，年三十四。北魏宣武帝景明初，追封韩显宗在赭阳的功勋，赐爵章武五等男。
韩显宗著有《冯氏燕志》十卷、《孝友传》十卷、《集》十卷。

## 子女
妻子孙氏，魏故中书侍郎、使持节冠军将军、郢州刺史、昌平侯孙玄明之叔女。
- 子：韩武华，袭章武男，除讨寇将军、奉朝请、太原太守。

## 墓志
韩显宗墓志：北魏延昌三年（514年）刻。清乾隆二十年（1755年）河南孟县出土。为北魏著名墓志。正书。书风劲健，结体雅致。杨守敬《平碑记》称其为“逸品”。